# Басак
Басак (фр. Bassac) насеље је и општина у западној Француској у региону Поату-Шарант, у департману Шарант која припада префектури Коњак.
По подацима из 2011. године у општини је живело 561 становника, а густина насељености је износила 73,62 становника/km². Општина се простире на површини од 7,62 km². Налази се на средњој надморској висини од 20 метара (максималној 38 m, а минималној 12 m).

## Демографија
| 1962. | 1968. | 1975. | 1982. | 1990. | 1999. | 2011. |
| ----- | ----- | ----- | ----- | ----- | ----- | ----- |
| 504   | 509   | 513   | 478   | 464   | 461   | 561   |

График промене броја становника у току последњих година